# Emilio Pulli
Emilio Pulli (Squinzano, 12 marzo 1926 – Martina Franca, 1º maggio 1998) è stato un politico italiano.

## Biografia
Esponente della Democrazia Cristiana, è stato sindaco di Squinzano.
Nel 1970 viene eletto consigliere regionale in Puglia.
Nel 1987 diventa senatore della Repubblica, venendo confermato anche dopo le elezioni politiche del 1992, sempre nel collegio di Lecce. Dopo lo scioglimento della DC aderisce al PPI. Termina il mandato parlamentare nel 1994.
Muore in un incidente stradale a Martina Franca il 1º maggio 1998.